# Ethobunus
Genre
Synonymes
- Cynortina Banks, 1909 nec Weise, 1905
- Dapessus Roewer, 1933
- Azaca Goodnight & Goodnight, 1942
- Hewus Goodnight & Goodnight, 1942
- Kalina Goodnight & Goodnight, 1942
- Glizotus Roewer, 1949
- Parisminia Roewer, 1949
- Resinthicus Roewer, 1949
- Sphingonus Roewer, 1949
- Tetesia Roewer, 1949

Ethobunus est un genre d'opilions laniatores de la famille des Zalmoxidae.

## Distribution
Les espèces de ce genre se rencontrent se rencontrent du Mexique au Brésil. 

## Liste des espèces
Selon World Catalogue of Opiliones (17/10/2021) :
- Ethobunus acanthotibialis (Goodnight & Goodnight, 1953)
- Ethobunus albitrochanteris (Roewer, 1933)
- Ethobunus armatus (Roewer, 1954)
- Ethobunus atroluteus (Roewer, 1949)
- Ethobunus brasiliensis (Mello-Leitão, 1941)
- Ethobunus brevis (Roewer, 1949)
- Ethobunus calvus (González-Sponga, 2000)
- Ethobunus ceriseus (Sørensen, 1932)
- Ethobunus cubensis (Šilhavý, 1979)
- Ethobunus filipes (Roewer, 1949)
- Ethobunus foliatus (Goodnight & Goodnight, 1983)
- Ethobunus gertschi (Goodnight & Goodnight, 1942)
- Ethobunus goodnighti (Rambla, 1969)
- Ethobunus gracililongipes (González-Sponga, 1987)
- Ethobunus gracilipes (Roewer, 1949)
- Ethobunus llorensis (Goodnight & Goodnight, 1983)
- Ethobunus longus (Goodnight & Goodnight, 1942)
- Ethobunus meridionalis (Caporiacco, 1951)
- Ethobunus minutus (Goodnight & Goodnight, 1977)
- Ethobunus misticus (Goodnight & Goodnight, 1977)
- Ethobunus oaxacensis Cruz-López, 2020
- Ethobunus parallelus (Goodnight & Goodnight, 1942)
- Ethobunus pecki (Rambla, 1969)
- Ethobunus pilosus (Goodnight & Goodnight, 1953)
- Ethobunus rectipes (Roewer, 1928)
- Ethobunus simplex Chamberlin, 1925
- Ethobunus tarsalis (Banks, 1909)
- Ethobunus tenuis (Roewer, 1949)
- Ethobunus trochantericus (Roewer, 1949)
- Ethobunus tuberculatus (Goodnight & Goodnight, 1947)
- Ethobunus vitensis (Goodnight & Goodnight, 1983)
- Ethobunus xiomarae (González-Sponga, 2000)
- Ethobunus zalmoxiformis (Roewer, 1949)
- Ethobunus zebroides (Šilhavý, 1979)

## Publication originale
- Chamberlin, 1925 : « Diagnoses of new American Arachnida. » Bulletin of the Museum of Comparative Zoology, vol. 67, p. 211-248 (texte intégral).